# Resolució 46 del Consell de Seguretat de les Nacions Unides
La Resolució 46 del Consell de Seguretat de les Nacions Unides, aprovada el 17 d'abril de 1948, havent fet referència als objectius de la Resolució 43 del Consell de Seguretat de les Nacions Unides i assenyalant que el Regne Unit encara era el poder mandatari a càrrec del territori palestí, era responsable de posar fi al conflicte allí i tots els membres del Consell tenien el deure d'ajudar-li a aconseguir tal pau.
Tenint en compte això, va demanar a l'Alt Comitè Àrab i l'Agència Jueva que cessessin immediatament tots els actes de violència, que deixessin de permetre l'entrada al territori dels combatents, que deixessin d'importar armes, s'abstinguessin immediatament de qualsevol activitat política que més tard podria perjudicar els drets o reclamacions de qualsevol comunitat, cooperar amb les autoritats britàniques i abstenir-se de qualsevol acció que pugui posar en perill la seguretat d'algun dels llocs sants del territori. A més, la resolució va demanar a tots els països de la regió que cooperessin de la manera que poguessin, en particular pel que fa al moviment de combatents o armes al territori.
La resolució va ser aprovada per nou vots a cap, amb abstencions de l'RSS d'Ucraïna i la Unió Soviètica.